# Mitsubishi Heavy Industries Building
Le Mitsubishi Heavy Industries Building (三菱重工ビル) est un gratte-ciel construit à Tokyo de 2000 à 2003 dans le district de Minato-ku. Il mesure 147 mètres de hauteur.
Il abrite des locaux de la société Mitsubishi Heavy Industries
Les architectes sont les agences Taisei Corporation et Mitsubishi Estate Co.